# Opovo
Opovo (serbocroata cirílico: Опово) es un municipio y villa de Serbia perteneciente al distrito de Banato del Sur de la provincia autónoma de Voivodina.
En 2011 su población era de 10 475 habitantes, de los cuales 4546 vivían en la villa y el resto en las 3 pedanías del municipio. La mayoría de los habitantes son étnicamente serbios, formando el 86,3% de la población.
Se ubica unos 25 km al noroeste de la capital distrital Pančevo, sobre la carretera 131, cerca de la orilla oriental del Danubio.

## Historia
La villa tiene su origen en una antigua aldea medieval llamada "Želj", que perteneció a Kovin en el reino de Hungría y más tarde al eyalato de Temesvár en el Imperio otomano. Aquella aldea desapareció tras la invasión otomana, pero actualmente se sigue denominando "Želj" a un barrio de la actual villa. La actual Opovo se fundó a finales del siglo XVII, apareciendo en varios documentos de 1672-1690. En el Imperio Habsburgo, que en la primera mitad del siglo XVIII lo incluyó en el banato de Temeswar, Opovo fue siempre un pueblo principalmente habitado por serbios, aunque con el tiempo se fueron añadiendo pequeñas minorías de magiares, alemanes y croatas.

## Pedanías
Además de la villa de Opovo, el municipio incluye las siguientes pedanías:
- Baranda
- Sakule
- Sefkerin